# Шешковские
Шешковские — дворянский род.
Происходит от Степана Шешковского, 19.12.1786 в чине действительного статского советника пожалованного Дипломом на дворянское достоинство.

## Описание герба
Щит разделён горизонтально на две части; в верхней в голубом поле изображена золотая Корона; в нижней в красном поле два золотые Полумесяца, обращённые рогами к сторонам щита, и между них серебряный Меч с золотой рукояткой, остроконечием вверх.
Щит увенчан обыкновенным дворянским шлемом со страусовыми перьями. Намёт на щите красный, подложенный золотом. Герб Шешковского внесен в Часть 1 Общего гербовника дворянских родов Всероссийской империи, стр. 115.